# Oposición Unida de Maldivas
Oposición Unida de Maldivas (en inglés: Maldives United Opposition) o simplemente MUO por sus siglas en inglés, es una coalición electoral maldiva establecida con el objetivo de apoyar la candidatura de Ibrahim Mohamed Solih de cara a las elecciones presidenciales de Maldivas de 2018. Estaba compuesta por los tres principales partidos de la oposición (el MDP, el PJ y el Partido Adalath) y por sectores disidentes del hasta entonces gobernante Partido Progresista, del presidente Abdulla Yameen.
La coalición fue criticada por el presidente Yameen de cara a las elecciones como una "coalición cóctel" por las diferencias ideológicas de sus componentes, lo que llevó a que la campaña de la alianza se centrara mayoritariamente en resaltar el debate pluralista de ideas, y en restaurar los lazos históricos del país con la India, luego de que el gobierno de Yameen diera un viraje favorable a fortalecer las relaciones con la República Popular China. En las elecciones presidenciales la MUO obtuvo una resonante victoria con Solih recibiendo el 58.38% de los votos, siendo elegido presidente para el período 2018-2023, cargo para el que fue juramentado el 17 de noviembre del mismo año.